# Ріхард Геррманн (офіцер)
Ріхард Геррманн (нім. Richard Herrmann; 20 грудня 1895, Грюнберг, Німецька імперія — 27 грудня 1941, Лівни, РРФСР) — німецький офіцер, бригадефюрер СА і СС, генерал-майор військ СС.

## Біографія
В серпні 1914 року вступив добровольцем в армію. Учасник Першої світової війни. В жовтні 1914 року важко поранений. В 1919 році служив в прикордонній охороні «Схід», командир батальйону. В 1920 році демобілізований і вступив у земельну  поліцію Гессена. В 1929 році вийшов у відставку і уступив у НСДАП і СА. З 1932 року — начальник штабу групи СА «Гохланд», з 1934 року — командир 86-ї бригади СА «Аугсбург». В 1937 році перевівся з СА в СС (посвідчення №278 322) і зарахований в Інспекцію фізичного виховання. Одночасно очолював Німецький гандбольний і баскетбольний союз. Після початку Другої світової війни переведений в підрозділи «Мертва голова» і призначений командиром 7-го штандарту СС. З 8 червня 1940 по 25 травня 1941 року — командувач військами СС при вищому керівникові СС і поліції «Північ» зі штаб-квартирою в Осло. З 25 червня 1941 року — командир 1-ї мотопіхотної бригади СС. З 21 листопада по грудень 1941 року перебував у відпустці. Загинув у бою від влучання осколка гранати в голову.

## Звання
- Лейтенант
- Оберлейтенант
- Лейтенант поліції (1 жовтня 1920)
- Оберлейтенант поліції
- Штурмфюрер СА (1 липня 1931)
- Штурмбаннфюрер СА (1 липня 1932)
- Штандартенфюрер СА (29 листопада 1932)
- Оберфюрер СА (1 березня 1933)
- Гауптман поліції (24 березня 1933)
- Бригадефюрер СА (15 січня 1934)
- Бригадефюрер СС (27 січня 1937; патент від 15 січня 1934)
- Гауптман резерву (1939)
- Генерал-майор військ СС (21 червня 1940)

## Нагороди
- Залізний хрест 2-го і 1-го класу
- Медаль «За відвагу» (Гессен)
- Військовий почесний знак в залізі
- Нагрудний знак «За поранення» в сріблі
- Цивільний знак СС (№145 949)
- Почесний кут старих бійців
- Почесний хрест ветерана війни з мечами (1934)
- Німецький Олімпійський знак 1-го класу
- Йольський свічник
- Почесна шпага рейхсфюрера СС (1 грудня 1937)
- Кільце «Мертва голова» (1 березня 1938)
- Медаль «У пам'ять 13 березня 1938 року»
- Медаль «У пам'ять 1 жовтня 1938»
- Медаль «За вислугу років у НСДАП» в бронзі та сріблі (15 років)
- Застібка до Залізного хреста 2-го і 1-го класу
- Хрест Воєнних заслуг 2-го класу з мечами